# 地域移行
地域移行とは、障がい者支援施設に入所している障がい者の方や、精神科病院に入院している者などが、住まいの場を施設や病院から、単に元の家庭に戻すことではなく、ノーマライゼーションの理念に基づき、社会の中で皆が一緒に生活を送ることを目指すものである。ひとりひとりが、自ら選んだ住まいで安心して、自分らしい暮らしを実現することを意味する。障がい者の方々の地域移行をサポートする仕事を、地域移行支援と呼ぶ。